# Henning Stensrud

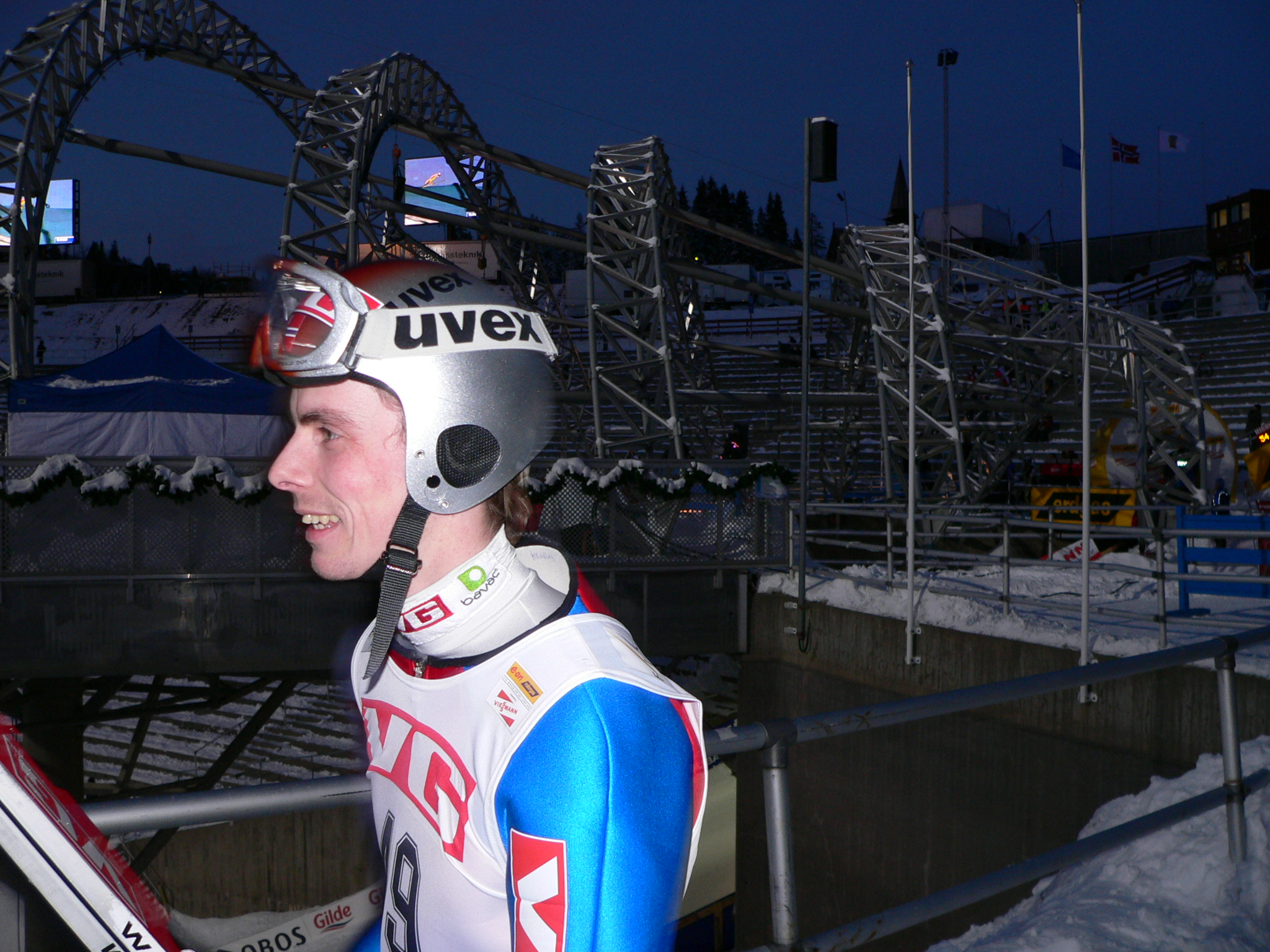
Henning Stensrud i Holmenkollen 2005

Henning Stensrud, född 20 augusti 1977 i Lørenskog i Akershus fylke, är en norsk tidigare backhoppare och nuvarande backhoppstränare. Han representerade Hurdal Idrettslag och Trønderhopp.

## Karriär
Henning Stensrud debuterade internationellt i världscupen på hemmaplan i stora Lysgårdsbakken i Lillehammer 1 december 1996. Han blev nummer 24 i tävlingen som vanns dubbelt av landsmännen Kristian Brenden före Espen Bredesen. Första placeringen bland de tio bästa i en deltävling i världscupen kom i skidflygningsbacken Letalnica i Planica i Slovenien 23 mars 1997. Han blev nummer sju i en tävling där japanerna Takanobu Okabe och Kazuyoshi Funaki vann dubbelt. Stensrud tävlade 11 säsonger i världscupen. Säsongen 1997/1998 blev hans bästa. Han blev nummer sammanlagt. Han har två placeringar på prispallen i lagtävlingar i världscupen, i Planica 21 mars 2003, då norska laget med Henning Stensrud blev nummer två efter Finland, och i Lahtis i Finland då Norge (Henning Stensrud, Daniel Forfang, Bjørn Einar Romøren och Roar Ljøkelsøy) vann världscuptävlingen 5 mars 2005. I tysk-österrikiska backhopparveckan blev Stensrud som bäst nummer 15 sammanlagt säsongen 1999/2000.
Stensrud deltog i 3 VM i skidflygning. Under skidflygnings-VM 1998 i Heini Klopfer-backen i Oberstdorf i Tyskland blev Henning Stensrud nummer 4, efter segrande japanen Kazuyoshi Funaki och tyskarna Sven Hannawald och Dieter Thoma. Stensrud var 16,2 poäng från prispallen. I skidflygnings-VM 2000, på hemmaplan i Vikersund, blev Stensrud nummer 20 och i VM i skidflygning 2006 i Kulm i Bad Mitterndorf i Österrike blev han nummer 17.
Henning Stensrud tävlade i olympiska spelen 1998 i Nagano i Japen Han startade i samtliga grenar. I normalbacken blev han nummer 23 och i stora backen nummer 38. I lagtävlingen blev han nummer fyra Lasse Ottesen, Roar Ljøkelsøy och Kristian Brenden. Japanska hemmalaget vann före Tyskland och Österrike.
I Skid-VM 2001 i Lahtis i Finland slutade Stenrud som nummer 8 i den individuella tävlingen i stora backen. I lagtävlingarna blev Stensrud och norska laget nummer 8 i normalbacken och nummer 7 i stora backen.
Mot slutet av karriären tävlade Stensrud mestadels i kontinentalcupen. Efter säsongen 2007/2008 avslutade Stensrud sin backhoppningskarriär.

## Senare karriär
Efter avslutad aktiv idrottskarriär har Henning Stensrud varit verksam som backhoppstränare. Han ingår nu som tränare i teamet runt det norska landslaget i backhoppning.